# Działalność dobroczynna Kościoła katolickiego

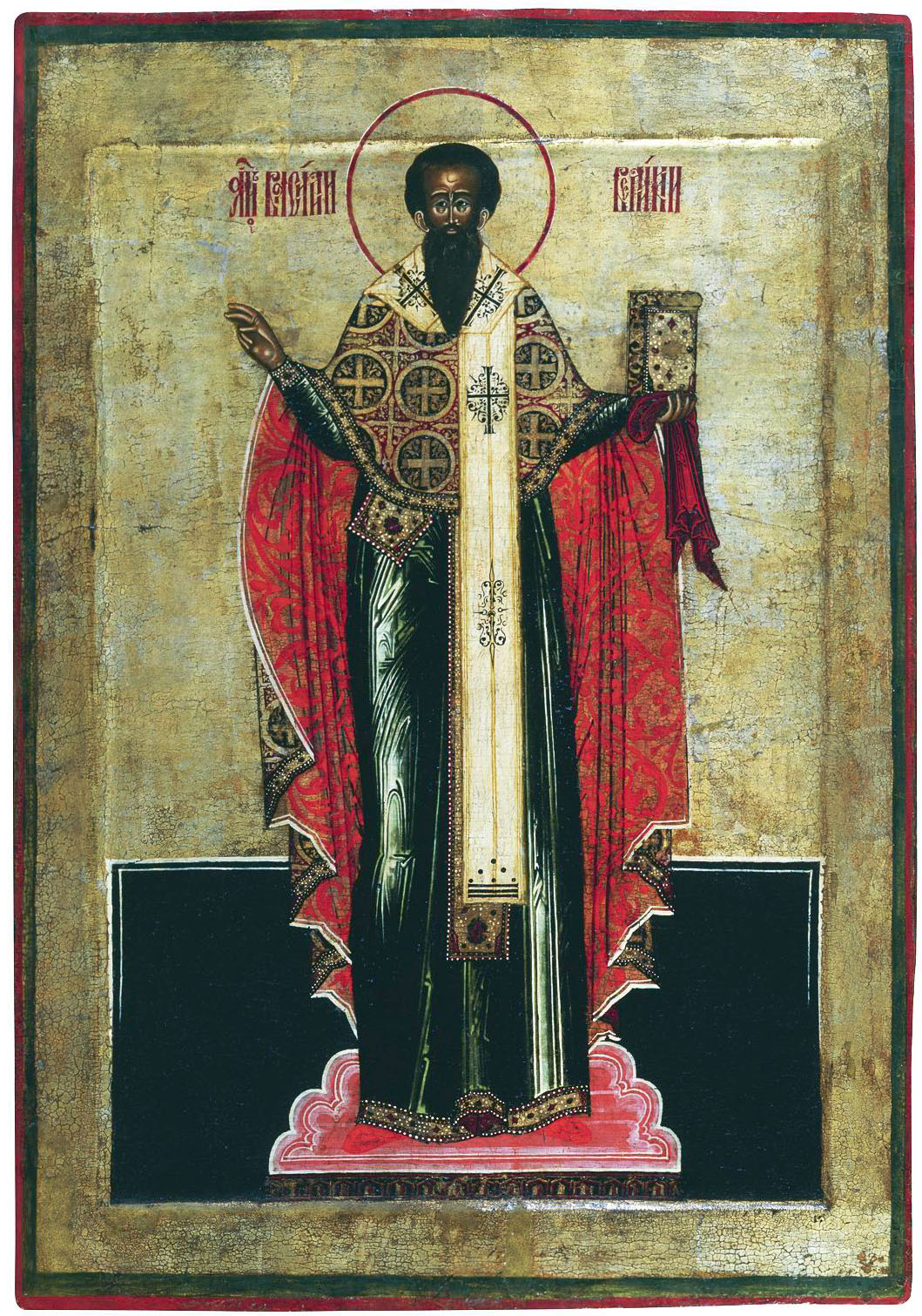
Bazyli Wielki

Działalność dobroczynna Kościoła katolickiego – ogół działań podejmowanych przez katolików w celu udzielenia pomocy biednym i potrzebującym.

## Pierwsze wieki chrześcijaństwa
Pierwotne wspólnoty katolickie kierowały się zasadą solidarności nakazującą nieść pomoc
bliźnim w potrzebie. Już święty Paweł organizował zbiórki na rzecz cierpiących biedę chrześcijan w Jerozolimie. Zorganizowane rozdzielanie pomocy materialnej wdowom, sierotom, chorym, niewolnikom i więźniom rozpoczęło się wraz z wprowadzeniem diakonatu. Począwszy od epoki konstantyńskiej działalność dobroczynna przybierała coraz bardziej zróżnicowane formy. Zakładano szpitale, domy dla pielgrzymów (tzw. xenodocheia), a także przytułki dla sierot i nędzarzy (tzw. ptôchia). Istniał także, mający wielu naśladowców, szpital Basilias założony przez św. Bazylego Wielkiego.

## Wieki średnie

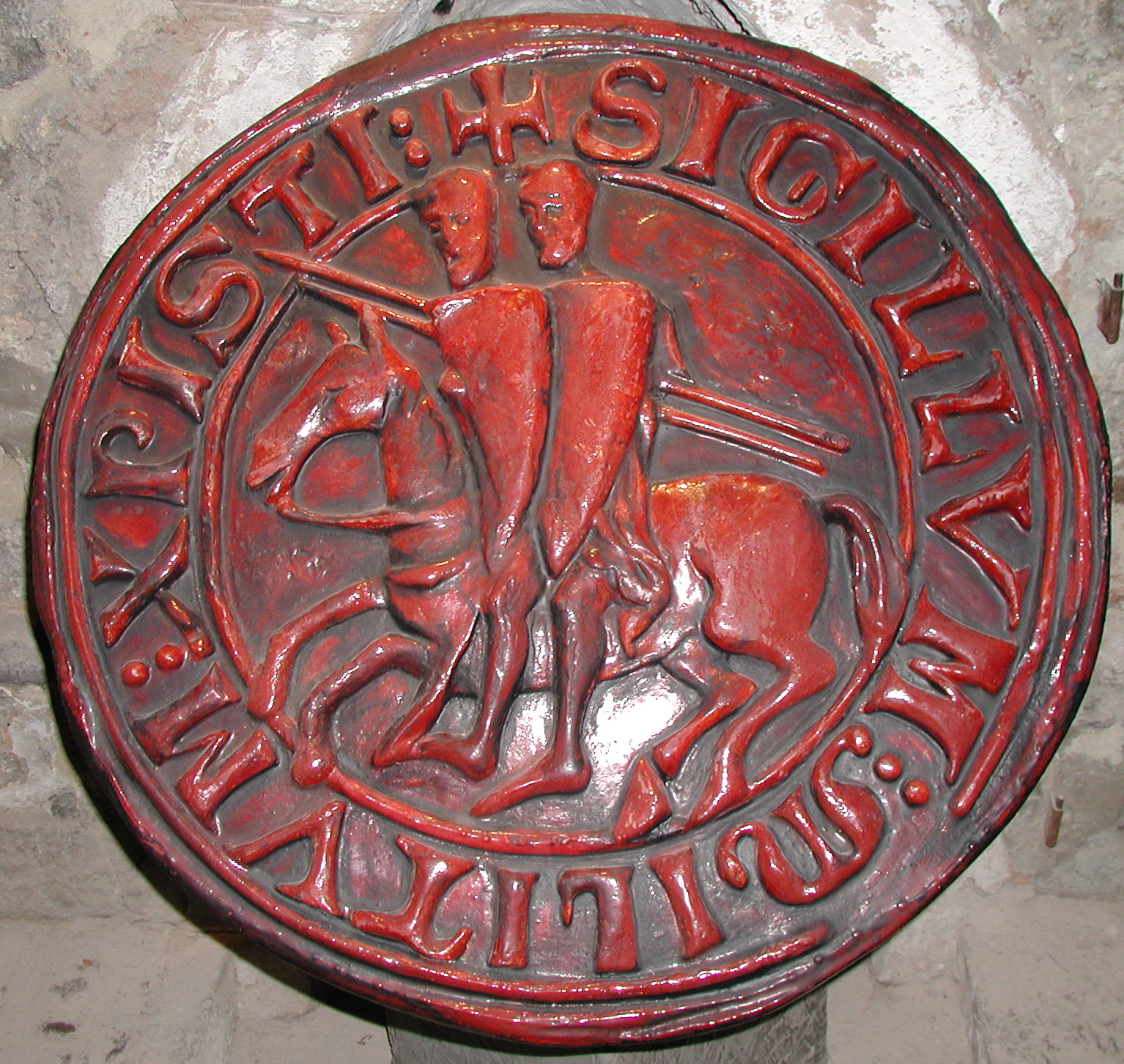
Pieczęć zakonu templariuszy

W średniowieczu, obok instytucji dobroczynnych powołanych do życia w starożytności, które kontynuowały swą działalność, powstały nowe formy zorganizowanej pomocy związane z nowymi okolicznościami. W 1095 roku w Saint Didier de la Mothe zawiązało się zgromadzenie osób świeckich pod nazwą Szpitalników św. Antoniego. Pod koniec XII wieku założono zgromadzenie Szpitalników Ducha Świętego. Początkowo działali oni w Montpellier, a potem także w innych miastach, m.in. w Rzymie, gdzie papież Innocenty III powierzył im opiekę nad chorymi w szpitalu Santa Maria in Sassia. Tuż przed końcem XII wieku św. Jan z Math założył Ordo SS. Trinitatis de Redemptione Captivorum - Zakon Trójcy Przenajświętszej Dla Wykupu Niewolników.
Na innym polu działały zakony rycerskie powołane w okresie wypraw krzyżowych. Ich pierwotnym zadaniem było zapewnianie bezpieczeństwa i gościny pielgrzymom udającym się do Ziemi Świętej. Do obowiązków Joannitów i Templariuszy należała też opieka nad chorymi. Różnorodną działalność dobroczynną rozwinęły także inne bractwa powoływane do życia przez mieszczan i chłopów.

## Czasy nowożytne
Wraz z rewolucją przemysłową, powstaniem kapitalizmu i fabryk pracy pojawił się proletariat. Z myślą o udzieleniu mu pomocy katolicy powoływali m.in. konferencje św. Wincentego (1833 r. w Paryżu), i konferencje św. Elżbiety (1840 r. w Trewirze). W okresie tym przybrała na sile działalność katolickich zgromadzeń poświęcających się opiece, wychowaniu i kształceniu zawodowemu dzieci i młodzieży. Założone we Włoszech przez salezjanina św. Jana Bosko zgromadzenie zajmowało się m.in. opieką nad emigrantami i pozbawioną życiowych perspektyw młodzieżą. Ks. Lorenz Werthmann w 1897 roku zjednoczył w Niemczech różne organizacje dobroczynne w ramach Niemieckiej Ligi Charytatywnej (Deutscher Caristatsverband). W 1934 roku powstał Caritas, działający w wielu krajach na świecie.

## W Polsce
Pomoc ubogim prowadził m.in. ks. Piotr Skarga. Założył on wiele stowarzyszeń dobroczynnych np. „Bank pobożny” zajmujący się pomocą dla mieszczan zagrożonych lichwą, „Skrzynka św. Mikołaja” (pomoc dla panien bez posagu), „Bractwo Betanii św. Łazarza” (pomoc dla opuszczonych i samotnych) czy też „Bractwo Miłosierdzia”. Niektóre z dzieł ks. Skargi kontynuują swą działalność także dzisiaj.

### Caritas Polska
Według sprawozdania finansowego z 2010 roku Caritas Polska prowadził w Polsce łącznie 9165 placówek, w tym:
- Parafialne i diecezjalne punkty wydawania odzieży – 3393
- Parafialne i diecezjalne punkty wydawania żywności – 3538
- Punkty doraźnej pomocy – 398
- Wypożyczalnia sprzętu rehabilitacyjnego – 143
- Stacje Opieki Caritas – 175
- Świetlice socjoterapeutyczne – 162
- Świetlice parafialne – 396
- Inne świetlice – 47
- Jadłodajnie dla ubogich – 109
- Domy pomocy społecznej – 28
- Środowiskowe Domy Pomocy Społecznej – 30
- Świetlice parafialne dla seniorów – 19
- Domy dziennego pobytu dla seniorów – 15
- Inne placówki dla seniorów – 40
- Noclegownie dla bezdomnych i ogrzewalnie – 30
- Schroniska dla bezdomnych – 37
- Łaźnie dla bezdomnych – 28
- Mieszkania chronione – 67
- Okna życia – 41
- Ośrodki kolonijne – 51
- Warsztaty terapii zajęciowej – 62
- Hospicja domowe i stacjonarne – 43
- Poradnie lekarskie – 36
- Domy dziecka – 9
- Przedszkola i punkty przedszkolne – 20
- Szkoły – 5
- Zakłady Opieki Lekarskiej – 15
- Stacjonarne i ambulatoryjne zakłady rehabilitacyjne – 101
- Domy dla ofiar przemocy domowej – 67
- Domy samotnej matki – 15
- Centra adopcyjno-opiekuńcze - 4
- Apteki – 12
- Centra Integracji społecznej dla bezdomnych – 3
- Biura Aktywizacji Bezrobotnych – 3
- Kluby integracji społecznej i kluby pracy – 11
- Stacjonarne i ambulatoryjne placówki dla uzależnionych – 4

## Teraźniejszość
Według danych na koniec 2011 r., Kościół katolicki prowadzi w Afryce 1284 szpitali, 5398 przychodni, 211 domów dla trędowatych, 615 domów dla starców i niepełnosprawnych, 3232 centrów rehabilitacji społecznej, 1435 sierocińców, 2010 żłobków, 14 379 przedszkoli, 35 821 szkół podstawowych i 11 882 szkół średnich.